# Pidonia hohuanshana
Pidonia hohuanshana är en skalbaggsart som beskrevs av Chou 1998. Pidonia hohuanshana ingår i släktet Pidonia och familjen långhorningar.
Artens utbredningsområde är Taiwan. Inga underarter finns listade i Catalogue of Life.